# شاشالاكا أرقط
شاشالاكا أرقط (الاسم العلمي: Ortalis guttata) هو نوع من الطيور يتبع جنس الشاشالاكا من فصيلة القرازية.